# 神光丸 (1940年)
神光丸（しんこうまる）は、かつて神陽汽船が取得し大同海運が運行していた貨物船。太平洋戦争中、日本海軍により徴傭され輸送任務中に撃沈された。
船名は、神陽汽船が取得した船としては唯一のもの。

## 船歴
神陽汽船から播磨造船所に発注され、1939年（昭和14年）12月29日、播磨造船所相生工場で建造番号302番船として起工。1940年（昭和15年）6月27日、進水。9月10日、同所で竣工。竣工後の1942年（昭和17年）9月、神陽汽船は大同海運に吸収合併され、神光丸も大同海運所有となり運行。
12月30日、大阪在泊中に日本海軍により徴傭され、呉鎮守府所管の海軍一般徴用船(雑用船)となる。同日大発動艇を積載し、神戸へ回航。同日、神戸着。31日、横浜へ向け神戸発。
1943年（昭和18年）1月2日、横浜着。大発動艇陸揚げ。軍需品、重油積載。6日、1106船団に加入し旗風の護衛を受け石炭積み込みのため室蘭へ向け横浜発。10日、室蘭に到着したが積地が小樽に変更されたため、同日室蘭を出港し函館で待機。11日、福島沖で悪天候に遭遇したため、14日まで福島で待機。14日函館へ回航し、燃料炭と清水を補給。16日、小樽へ向け函館発。17日、小樽着。石炭積載。20日、横浜へ向け小樽発。25日、横浜着。同日、サイパンへ向け横浜発。31日、サイパン着。石炭陸揚げ、砂糖需品積載。便乗者163名乗船。
2月13日、横浜へ向けサイパン発。21日、横浜着。砂糖需品陸揚げ。24日、室蘭へ向け横浜発。27日、室蘭着。石炭積載。
3月2日、横須賀へ向け室蘭発。横須賀着後、石炭を陸揚げ。7日、四日市へ向け横須賀発。8日、四日市着。ドラム缶詰めガソリン7,700本積載。10日、サイパンへ向け四日市発。16日、サイパン着。石炭、ガソリン陸揚げ。リン鉱石1,830トン、空きドラム缶、酒精積載。便乗者52名乗船。17日、部内限りで船名をい號神光丸と改名。30日、横浜へ向けサイパン発。
4月8日、横浜着。リン鉱石、ドラム缶、酒精陸揚げ。便乗者退船。12日、室蘭へ向け横浜発。15日、室蘭着。石炭4,200トン積載。16日、横須賀へ向け室蘭発。19日、横須賀着。20日、トラックへ向け横須賀発。30日、トラック着。石炭陸揚げ。リン鉱石、郵便物積載、便乗者58名乗船。
5月16日、内地へ向けトラック発。20日、サイパンに寄港。秋月の救難に従事。同艦の部分品を積載。6月24日、秋月を曳航し長崎へ向けサイパン発。
7月5日、長崎着。秋月の部分品を陸揚げ。7日、大阪へ向け長崎発。9日、大阪着。リン鉱石陸揚げ。12日、相生へ向け大阪発。13日、相生着。27日まで播磨造船所で入渠修理を実施。27日、三池へ向け相生発。
8月1日、三池着。石炭ほか積載。2日、徳山へ向け三池発。3日、徳山着。ガソリンほか油類、郵便物積載。5日、佐伯へ向け徳山発。同日、佐伯着。石炭、ガソリン、郵便物積載。便乗者4名乗船。6日、オ606船団に加入し第17号掃海艇の護衛を受けパラオへ向け佐伯発。16日、パラオ着。27日、リン鉱石積載のためアンガウルへ向かうが、悪天候のためパラオへ引き返す。便乗者182名乗船。
9月7日、フ706船団に加入し壹岐の護衛を受け佐伯へ向けパラオ発。17日、佐伯着。18日、門司へ回航。同日、門司着。便乗者退船。ドラム缶詰めガソリン14,000本積載。23日、呉へ回航。24日、呉着。運貨船2隻、自動車6両、機雷12ほか積載。便乗者3名乗船。26日、伊予灘で中型運貨船の曳航試験を実施。同日、安下庄へ回航。27日、佐伯へ回航。30日、パラオへ向け佐伯発。
10月10日、パラオ着。缶詰ほか積載。便乗者2名退船。20日、ラバウルへ向けパラオ発。23日と25日、潜水艦の攻撃を受けたが被害なし。27日、ラバウル着。ガソリン、機雷12ほか陸揚げ。便乗者1名退船。
11月2日、ラバウル第四錨地で碇泊中にアメリカ軍機の空襲受けて被爆し、沈没した。沈没の際、船員2名が戦死した。